# Lapara coniferarum

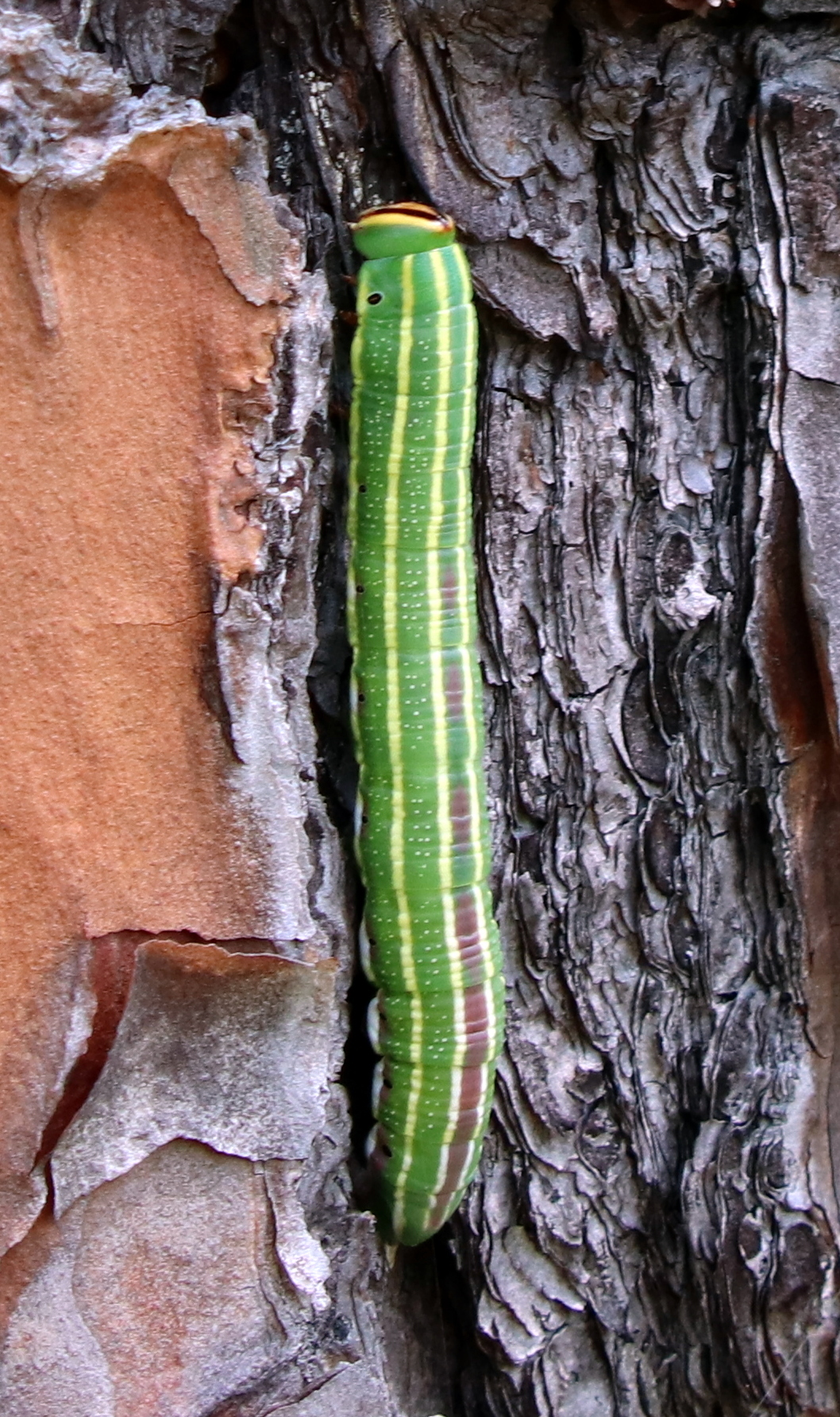
Lapara coniferarum, Raupe

Lapara coniferarum ist ein Schmetterling (Nachtfalter) aus der Familie der Schwärmer (Sphingidae). Die bei beiden Geschlechtern eher größeren und weniger gemusterten Individuen im äußersten Süden Floridas werden von manchen Autoren, wie etwa Kitching & Cadiou (2000) als eigenständige Art, Lapara halicarnie, betrachtet, Tuttle folgt dieser Auftrennung jedoch nicht.

## Merkmale
Die Falter haben eine Vorderflügellänge von 28 bis 40 Millimetern. Sie sehen Lapara bombycoides sehr ähnlich und sind schwer von dieser Art zu unterscheiden. Frische Exemplare von Lapara coniferarum haben auf den Oberseiten der Vorderflügel eine einheitlich graue Farbe, die durch eine weiße Beschuppung und etwas durch zarte Flecke aufgehellt ist, wohingegen die ähnliche Art eine deutlich gescheckte Färbung aus Grau, Braun und Weiß aufweist. Die Flügelunterseiten von Lapara coniferarum haben entweder gar keine oder nur extrem schwach ausgebildete schräge Binden, wohingegen die ähnliche Art auf der Unterseite beider Flügelpaare ziemlich deutliche, weiße Binden trägt. Die Oberseite der Hinterflügel ist einfarbig grau. Lapara phaeobrachycerous ist eher dunkler gefärbt und hat kürzere Fühler. Außerdem ist die Musterung auf den Flügeln dieser Art noch weniger ausgeprägt als bei Lapara coniferarum.
Die Art ist regional, saisonal und individuell sehr variabel. Die Anzahl der deutlichen schwarzen Flecke auf den Vorderflügeloberseiten variiert von eins bis drei. Auch die Intensität der weißen Beschuppung der Vorderflügeloberseiten ist ziemlich variabel. Ein brauner Fleck liegt am Innenrand der Vorderflügel. Dieser kann entweder kräftig ausgebildet sein oder auch komplett fehlen. Die Weibchen von Lapara coniferarum sind in der Regel größer und weniger gemustert als die Männchen. Die Imagines der Frühlingsgeneration sind zudem deutlich größer als die der folgenden.
Die Raupen sind typischerweise grün und haben weiße bis gelbliche Längslinien. Wie auch die Falter sehen sie den Raupen von Lapara bombycoides ähnlich. Die Längslinien können bei beiden Arten von weiß bis gelblich variieren. Auch die Intensität der rötlich braunen Flecke am Rücken und um die Stigmen ist bei beiden Arten variabel. Ausgewachsene Raupen von Lapara coniferarum haben offenbar meistens orangefarbene Thorakalbeine, wohingegen die ähnliche Art grüne Thorakalbeine hat.
Die glatten, nahezu schwarzen und langgestreckten Puppen der Gattung Lapara können nicht auf Artebene unterschieden werden.

## Vorkommen
Die Art ist vom Südosten der Vereinigten Staaten, westlich bis zum Mississippi und weiter nördlich über Louisiana, Mississippi, den Osten Tennessees und Kentucky (hier nur ein Nachweis aus Brown County (Indiana) aus dem Jahr 1978) verbreitet. Die nördliche Verbreitungsgrenze verläuft im Hügelland des südöstlichen Ohio, in Pennsylvania und östlich über den Süden New Yorks und New Jersey.
Die Tiere besiedeln Mischwälder der Region um die Appalachen und den Unterlauf des Mississippi, wo Kiefern häufig wachsen. Entlang des Flachlandes an der Küste werden auch sandige, trockene Gebiete mit Kiefernbewuchs besiedelt.

## Lebensweise
Die Imagines sind nicht beim Blütenbesuch beobachtet worden. Die Männchen fliegen häufig künstliche Lichtquellen an, Weibchen findet man dort selten.

### Flugzeiten
In wie vielen Generationen die Falter im Jahr fliegen, ist nicht geklärt. Manche Autoren gehen von zwei, andere gehen von bis zu fünf zumindest in Louisiana aus. Die Falter fliegen von April bis September, mit dem Maximum im Spätsommer.

### Nahrung der Raupen
Die Raupen fressen verschiedene Kiefernarten, wie etwa Sumpf-Kiefern (Pinus palustris) und Weihrauch-Kiefern (Pinus taeda), sind aber auch an Zypressen (Cupressus) nachgewiesen.

### Entwicklung
Die Weibchen legen ihre durchscheinend blassgrünen Eier einzeln nahe der Basis der Nadeln der Raupennahrungspflanzen ab. Die Raupen schlüpfen nach acht bis zehn Tagen. Die Verpuppung erfolgt in einer knapp unter der Erdoberfläche angelegten Kammer, die ein wenig durch Seidenfäden verstärkt wird.

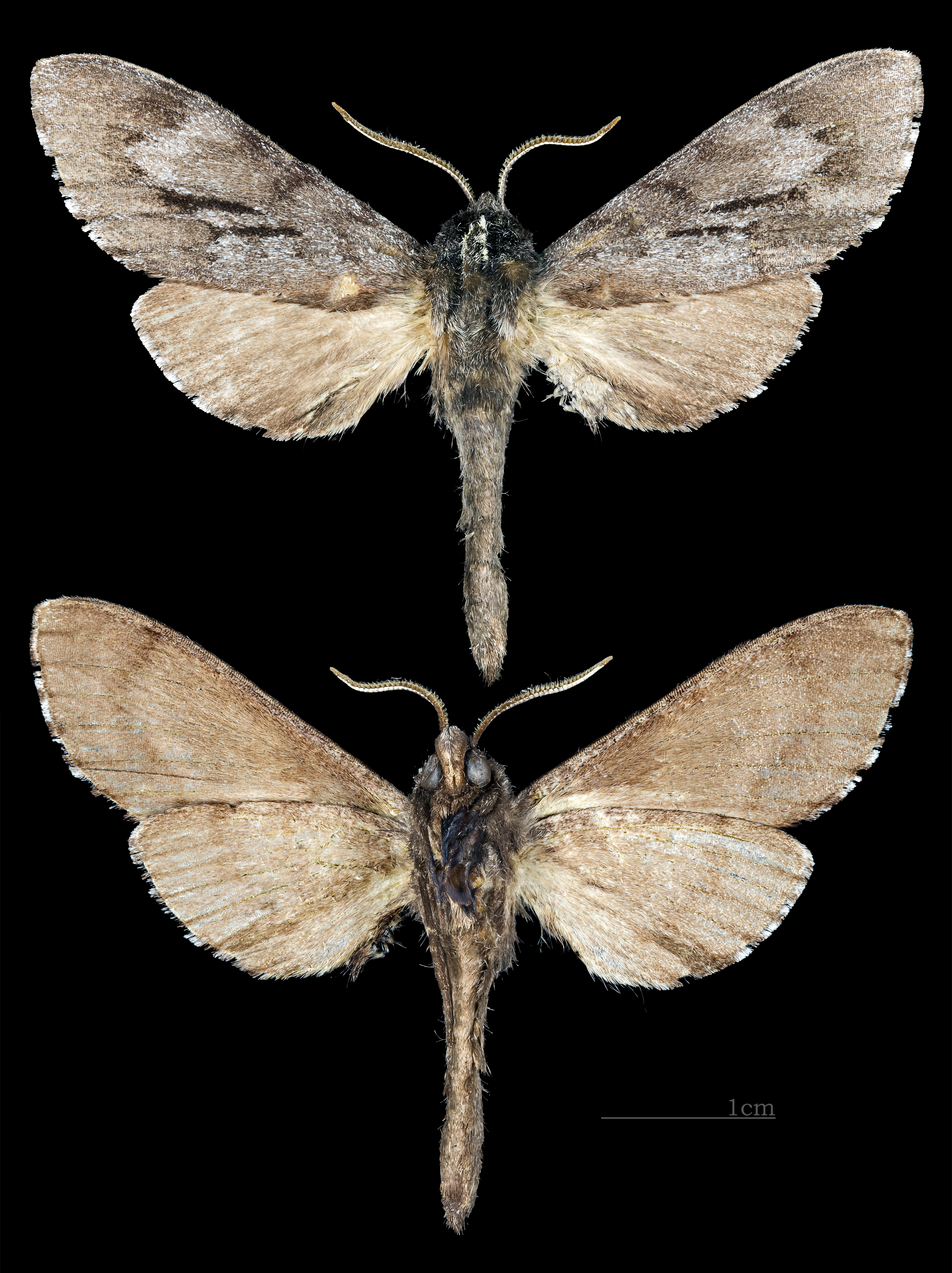
Lapara coniferarum, Männchen
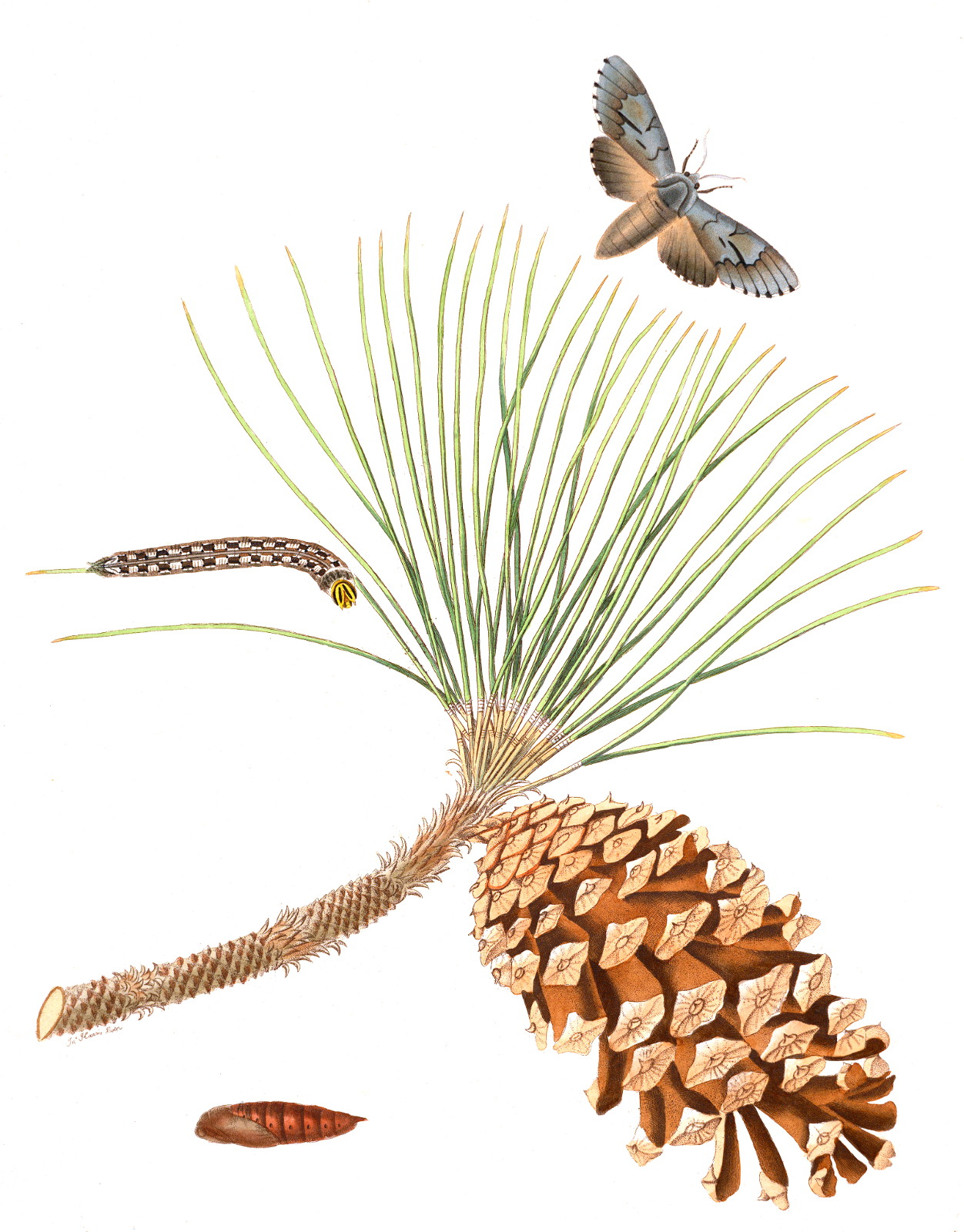
Illustration von Lapara coniferarum und Sumpf-Kiefer